# Euronews
Euronews es un canal de televisión temático dedicado a la información. Originalmente fue propiedad conjunta de varias organizaciones de radiodifusión estatales europeas y del norte de África. Desde diciembre de 2021 es propiedad mayoritaria (88 %) de Alpac Capital, una empresa portuguesa.
Euronews emite en español, italiano, francés, alemán e inglés desde 1993, portugués desde 1999, ruso desde 2001, árabe desde 2008, turco y persa desde 2010 y ucraniano desde 2011 las 24 horas del día. Euronews nació como un servicio para Europa, pero ha acabado recibiéndose en buena parte del mundo. Un total de 102 países, entre ellos toda Europa, América y el norte de África.

## Historia
La idea de crear una cadena de noticias europea surgió en 1991, cuando la cobertura exclusiva de la primera guerra de Irak por la cadena estadounidense de noticias CNN puso de manifiesto la hegemonía de este país y por consiguiente el retraso europeo en el dominio de la información televisiva internacional.
Para evitar esta hegemonía, en 1992, se formó el consorcio Société Opératrice de la Chaîne Européenne Multilingue d’Information Euronews (SOCEMIE) que reunió a doce emisoras nacionales. Estas eran RTVE de España, France Télévisions de Francia, RAI de Italia, RTP de Portugal, RTBF de Bélgica, TMC de Mónaco, YLE de Finlandia, ERT de Grecia, CYBC de Chipre y ERTU de Egipto. Este consorcio estableció su sede en Lyon (Francia) y comenzó meses después, el 1 de enero de 1993, la emisión del canal Euronews.
En 1997, la empresa británica ITN compró el 49% del canal a SOCIEME por 5,1 millones de libras. ITN pasó a ser una suministradora más de contenidos del canal, junto con las cadenas integradas en SOCIEME, que mantenían el control de la producción del canal. Junto con este movimiento, se unieron a la SOCIEME las cadenas RTR de Rusia, CT de la República Checa, RTVSLO de Eslovenia, PBS de Malta, NTU de Ucrania, SSR-SRG de Suiza, TVR de Rumanía y TV4 AB de Suecia.
Durante 1999 se dio paso de la señal analógica a la digital, junto con el inicio de las emisiones en portugués. Dos años después comenzaron las emisiones en ruso. Durante este tiempo, otras cadenas se sumaron a la SOCIEME como ENTV de Argelia, ERTT de Túnez y RTÉ de Irlanda.
Durante las décadas de 1990 y 2000, el canal La 2 de Televisión Española (TVE) replicaba su señal en español para toda España en algunas franjas horarias, principalmente a primera hora de la mañana. Esto hacía que a menudo Euronews fuese el primer espacio del día en La 2, tras la carta de ajuste y el inicio de emisión. El 27 de mayo de 2008 TVE decidió abandonar su participación en el canal "debido a que el nuevo marco jurídico de RTVE no permite acumular deuda y que se pretende potenciar y dar prioridad a los canales en español de presencia internacional". El día 1 de junio, para cubrir la falta de contenidos españoles, se firmó un acuerdo entre Euronews y sección de televisión de la Agencia EFE que también les suministra desde esa fecha la información que anteriormente recibían de TVE.
El 4 de junio de 2008, el canal actualizó su formato (contenidos, logos y apariencia) para dotarle un aspecto moderno y mejorar su audiencia televisiva.
El 11 de septiembre de 2009 se anunció la entrada de la televisión pública turca TRT en el accionariado de Euronews con un 15,7%  del capital, convirtiéndose en el cuarto accionista de la cadena. Esta entrada se produjo cuatro meses antes del inicio de las emisiones en turco del canal.
Además de esta entrada, Euronews anunció que fue escogida por la Unión Europea para tratar temas relativos a las instituciones europeas, así como a Europa en general, en al menos una décima parte de su tiempo de emisión. Este acuerdo aporta a la cadena cinco millones de euros anuales.
En 2010 la cadena hizo pública su intención de solicitar a RTVE un canal en el multiplex de la Televisión Digital Terrestre española para que así, Televisión Española saldara su deuda económica con el canal. Finalmente no fue así, pero Euronews regresó a la televisión española en abierto por medio de un acuerdo con La 10 de Vocento. El canal europeo de noticias emitió desde el 29 de abril de 2011, durante una hora y media diaria, contenidos repartidos en tres franjas en la antigua cadena de televisión del Grupo Vocento, La 10: de lunes a viernes se podía seguir de 7:00 a 7:30, de 9:00 a 9:30 y de 14:30 a 15:00. Los sábados y los domingos, la emisión era de 10:00 a 10:30, de 14:30 a 15:00 y de 1:00 a 1:30. Las emisiones de Euronews en el canal de Vocento comenzaron con la cobertura en vivo y en directo de la boda real entre los príncipes británicos Guillermo y Catalina de Cambridge. Tras la fría acogida de estos contenidos por parte de la audiencia, los contenidos de Euronews fueron retirados pronto del canal de Vocento, el cual también cerró poco tiempo después. 
El 10 de mayo de 2017 se cerró la emisión por satélite en español para Europa (HotBird). A través de Astra 1L emite en francés y alemán.

## Disponibilidad
En Aragón TV se emite todos los días a distintas horas de la madrugada o a primera hora de la mañana (dependiendo del día de la semana). Además, se emite a través de Aragón TV INT cuando no se dispone de derechos para emitir el contenido de Aragón TV fuera de Aragón, tras el acuerdo entre las dos compañías.
ESA Televisión: cuando no tiene programación propia conecta con Euronews en el idioma correspondiente para completar programación.
En Hispanoamérica puede ser visto desde la plataforma de streaming gratuita Pluto TV por el canal 203.
En Hispanoamérica puede ser visto desde la plataforma de streaming gratuita ViX por el canal 180.
En la Comunidad de Madrid a través de Hispanoamérica TV, mux 45 y 57 para toda la provincia de Madrid, emitió Euronews versión en español las 24 horas del día desde agosto de 2016 hasta mayo de 2017 cuando Hispanoamérica TV cesó sus emisiones.

## Información
Aunque el idioma de la narración se puede cambiar, son las mismas imágenes para todos los europeos. Sus bloques informativos son de 30 minutos, y constan de los siguientes apartados:
- News: son las noticias de ámbito general.
- Economía: la actualidad del mundo de los negocios.
- Sport y La Corner: noticias deportivas y sobre fútbol.
- Europa: noticias e información sobre la UE.
- Europeans: reportajes sobre los ciudadanos de la UE y países vecinos.
- Le Mag: reportajes y noticias sobre moda, tendencias...
- Rendez-vous: breve resumen de la agenda cultural en distintas ciudades europeas y del resto del mundo.
- Questions for Europe: responde a cuestiones europeas.
- No comment: enseña imágenes pero sin comentarios.
- Meteo Europe / Meteo Airport / Meteo World: información meteorológica.
- Perspectives: en los fines de semana, enseña cómo se comenta una misma noticia en diferentes países europeos (normalmente aparece TVE, RAI y televisiones de Francia y Suiza).

## Financiación
Encontramos cuatro vías de financiación en Euronews:
- Financiación de los accionistas: todos pagan una cuota, siendo ésta la principal fuente de financiación.
- Venta de publicidad y patrocinio: lo hacen de manera discreta con anuncios principalmente de aerolíneas, entidades bancarias, mercados bursátiles y entidades similares.
- Cuotas del cable y del satélite: en la mayoría de los países se requiere un teleoperador de cable/satélite para verlo.
- Cuota de ventas de programas: venden espacios propios a otras cadenas.